# S. Addison Oliver

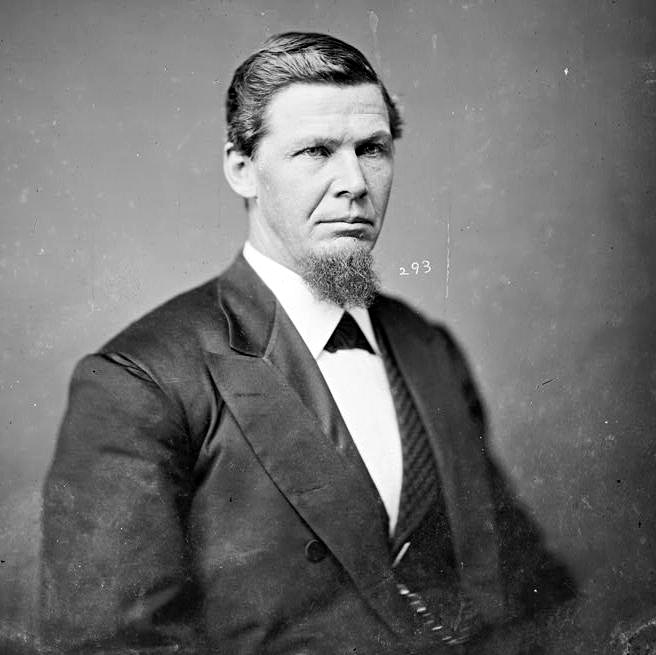
S. Addison Oliver

Samuel Addison Oliver (* 21. Juli 1833 bei Washington, Pennsylvania; † 7. Juli 1912 in Onawa, Iowa) war ein US-amerikanischer Politiker. Zwischen 1875 und 1879 vertrat er den Bundesstaat Iowa im US-Repräsentantenhaus.

## Werdegang
Addison Oliver besuchte die öffentlichen Schulen seiner Heimat und die West Alexandria Academy.  Danach besuchte er bis 1850 das Washington College in seiner Heimatstadt Washington. Danach zog er nach Arkansas, wo er einige Zeit als Lehrer tätig war. Nach seiner Rückkehr nach Pennsylvania begann er dort in der Landwirtschaft zu arbeiten. Nach einem Jurastudium und seiner im Jahr 1857 erfolgten Zulassung als Rechtsanwalt begann er in Onawa (Iowa) in seinem neuen Beruf zu praktizieren. Im Jahr 1861 war er im dortigen Monona County Landrat (County Supervivor). Während des Bürgerkriegs war Oliver als Provost Marshal Leiter der Militärpolizei in seiner Heimat.
Politisch war Oliver Mitglied der Republikanischen Partei.  Zwischen 1863 und 1864 saß er als Abgeordneter im Repräsentantenhaus von Iowa. Im Jahr 1864 war er Delegierter zur Republican National Convention, auf der Präsident Abraham Lincoln zur Wiederwahl nominiert wurde. Von 1865 bis 1867 gehörte Oliver dem Senat von Iowa an. Danach war er zwischen 1868 und 1875 Richter im vierten Gerichtsbezirk des Staates.
1874 wurde Addison Oliver im neunten Wahlbezirk von Iowa in das US-Repräsentantenhaus in Washington, D.C. gewählt, wo er am 4. März 1875 die Nachfolge von Jackson Orr antrat. Nach einer Wiederwahl im Jahr 1876 konnte er bis zum 3. März 1879 zwei Legislaturperioden im Kongress absolvieren. In dieser Zeit endete die Reconstruction in den Staaten der ehemaligen Konföderation. Im Jahr 1878 lehnte Oliver eine weitere Kandidatur ab. Er kehrte nach Onawa zurück, wo er in der Landwirtschaft arbeitete. Er war außerdem mehrfach Bürgermeister dieser Gemeinde. Dort ist er am 7. Juli 1912 auch verstorben.